# Bootmen
Bootmen é um filme australiano de comédia/drama/musical, dirigido por Dein Perry. Foi lançado na Austrália em 5 de outubro de 2000 e foi a estreia de Dein Perry no cinema, que anteriormente estava envolvido com espetáculos de palco como Tap Dogs e Steel City. É também conhecido como Tap Dogs no Japão.

## Elenco
- Adam Garcia .... Sean Okden
- Sophie Lee .... Linda
- Sam Worthington .... Mitchell Okden
- Richard Carter .... Gary Okden
- Andrew Kaluski .... Colin
- Christopher Horsey .... Angus
- Lee McDonald .... Derrick
- Matt Lee .... Johnno
- William Zappa .... Walter
- Susie Porter .... Sara
- Anthony Hayes
- Justine Clarke
- Grant Walmsley
- Andrew Doyle
- Bruce Venables

## Prêmios e indicações
Prêmios
- Australian Cinematographers Society (2001):
- Prêmio de Distinção (concedido a Feature produções de cinema - Steve Mason)
- Australian Film Institute (AFI) (2000):
- Melhor Achievement em Fotografia: Steve Mason
- Melhor Achievement em Costume Design: Tess Schofield
- Melhor Achievement em Design de Produção: Murray Picknett
- Melhor Som: David Lee, Laurence Maddy, Andrew Plain, Ian McLoughlin
- Melhor Trilha Sonora Original: Cezary Skubiszewski
- Film Critics Circle Awards da Austrália (FCCA) (2001):
- Melhor Fotografia: Steve Mason
- Melhor Edição: Jane Moran
- Melhor Trilha Sonora: Cezary Skubiszewski (empatado com Edmund Choi para a louça (2000)).

Indicações
- Australian Film Institute (AFI) (2000):
- Melhor Montagem: Jane Moran
- Melhor Filme: Hilary Linstead
- Melhor Performance de um Ator em Papel Principal: Sam Worthington

## Trilha sonora
A trilha sonora de Bootmen foi lançada pela RCA Victor em 2000 e composta por Cezary Skubiszewski e outros vários artistas.
1. "Rumble" - You Am I
2. "Opening Sequence" - Cezary Skubiszewski
3. "Strange Human Beings" - Regurgitator
4. "Tease Me" - Paul Kelly
5. "My Family" - Banana Oil
6. "Sign Post" - Grinspoon
7. "Love Theme" - Cezary Skubiszewski
8. "Radio Loves This" - Deborah Conway
9. "Hit Song" - Custard
10. "Giveway" - Supaskuba
11. "Better Off Dead" - Grinspoon
12. "Don't It Get You Down" - Deadstar
13. "Nothing on My Mind" - Paul Kelly
14. "Nipple" - Icecream Hands
15. "Deeper Water" - Deadstar
16. "Finale Part 2" - Cezary Skubiszewski
17. "Shiver" - Oblivia
18. "Even When I'm Sleeping "- Leonardo's Bride
19. "Junk" - You Am I
20. "Tap Forge" - Dein Perry